# Somatochlora flavomaculata
Somatochlora flavomaculata là một loài chuồn chuồn phổ biến trong họ Corduliidae. Phân bố của loài động vật này trải dài từ Pháp đến Siberia và Mông Cổ. Chúng thường trú ngụ ở vùng đầm lầy. Những con đực thường sẽ bảo vệ lãnh thổ của chúng.

## Nhận dạng
Không giống như các loài chuồn chuồn khác có màu xanh kim loại, loài này có các đốm màu vàng trên ngực và phần bụng. Con cái có đốm lớn nhất và những đốm sáng trên những con còn non. Các đốm trên bụng trở nên sẫm màu hơn khi cá thể già đi và sau đó trở nên gần như không nhìn thấy được. Loài này tương tự như Somatochlora metallica, nhưng nó có nhiều đốm vàng hơn ở trên bụng và đốm vàng chạy xuống hai bên. S. flavomaculata nhỏ hơn S. metallica.

## Hành vi
Con đực sẽ bảo vệ lãnh thổ của chúng trên thảm thực vật khô, lối đi cạnh bụi rậm và cây cối, trong trảng lau sậy và thủy vực. Gần cuối chu kỳ sinh sản, thủy vực thường được con đực tuần tra. Chúng lượn vòng khi giao phối, trong lúc chúng giao phối có hình giống bánh xe, có thể nhìn thấy lượn quanh vài phút mỗi lần phía trên đám lau sậy.

## Phân bố
S. flavomaculata thường được tìm thấy ở các vùng đất ngập nước ở lục địa Châu Âu, với các quần thể được tìm thấy từ miền bắc nước Pháp đến Siberia và Mông Cổ. S. flavomaculata được tìm thấy lần đầu tiên ở Vương quốc Anh vào năm 2018 tại Đầm lầy Carlton và Oulton bởi nhiếp ảnh gia động vật hoang dã Andrew Easton, ông đã kêu gọi những người dùng trên Twitter nhận diện chúng. Loài này có thể được gió đông mang đến Vương quốc Anh vào mùa xuân và mùa hè mặc dù không phân biệt được di chuyển trong quãng đường dài. Chúng được sử dụng để biểu thị mức độ đa dạng của loài ở các khu rừng phương bắc miền trung Thụy Điển.

## Hình ảnh

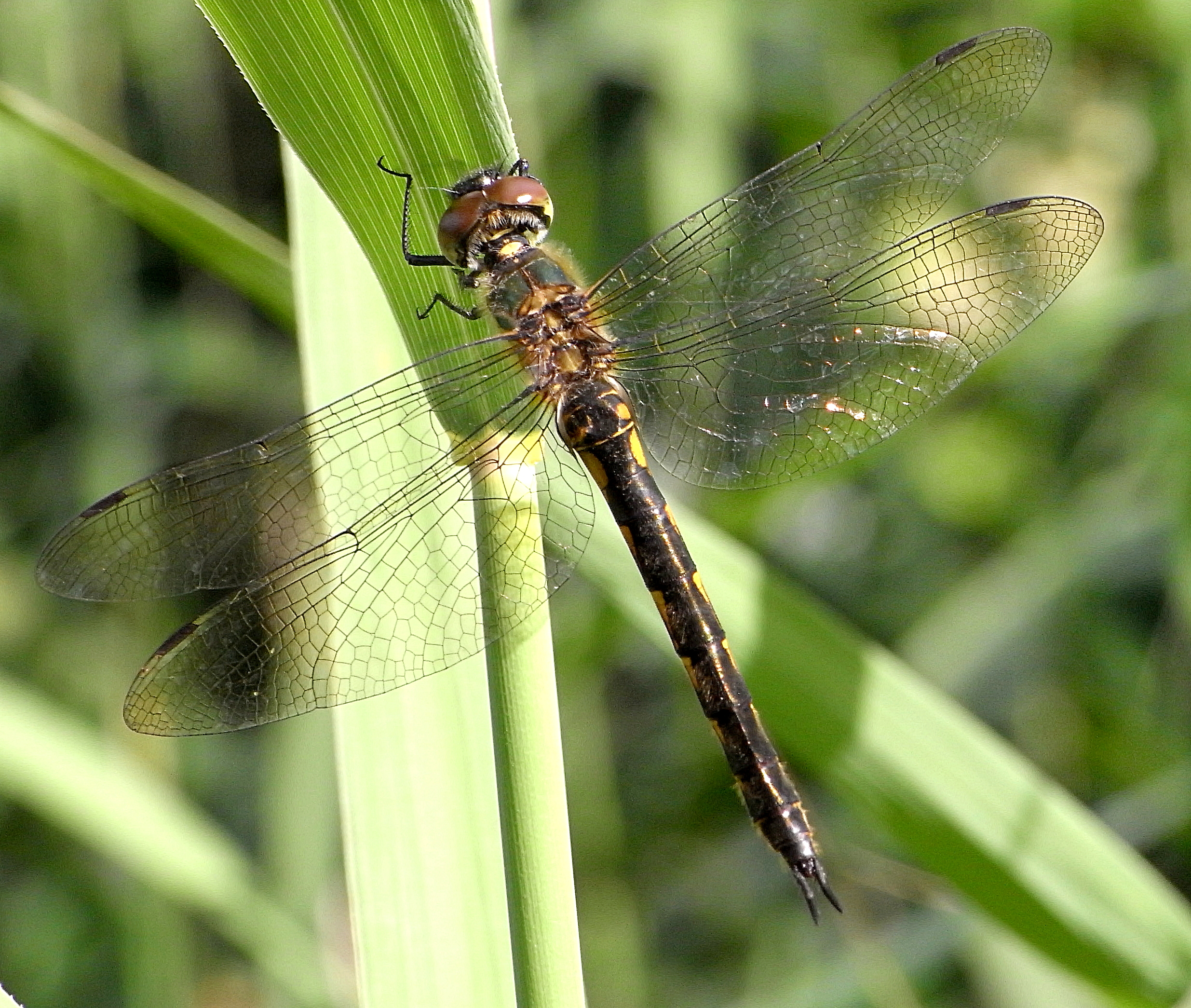
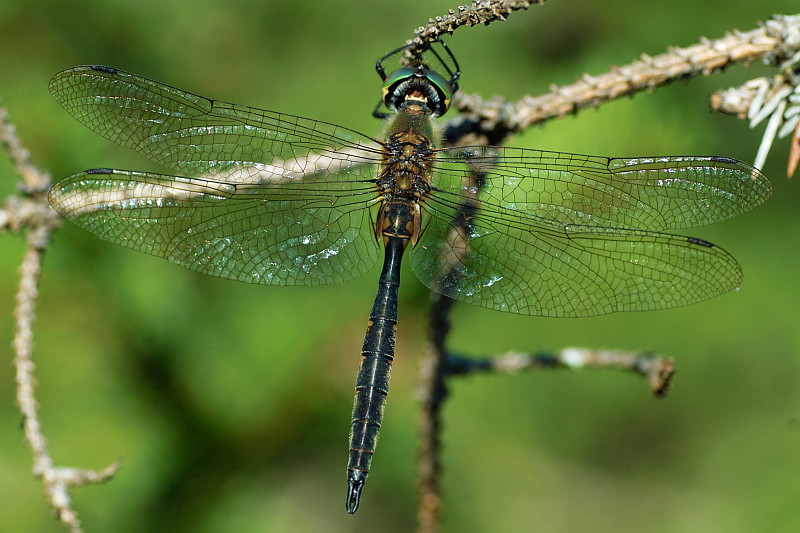
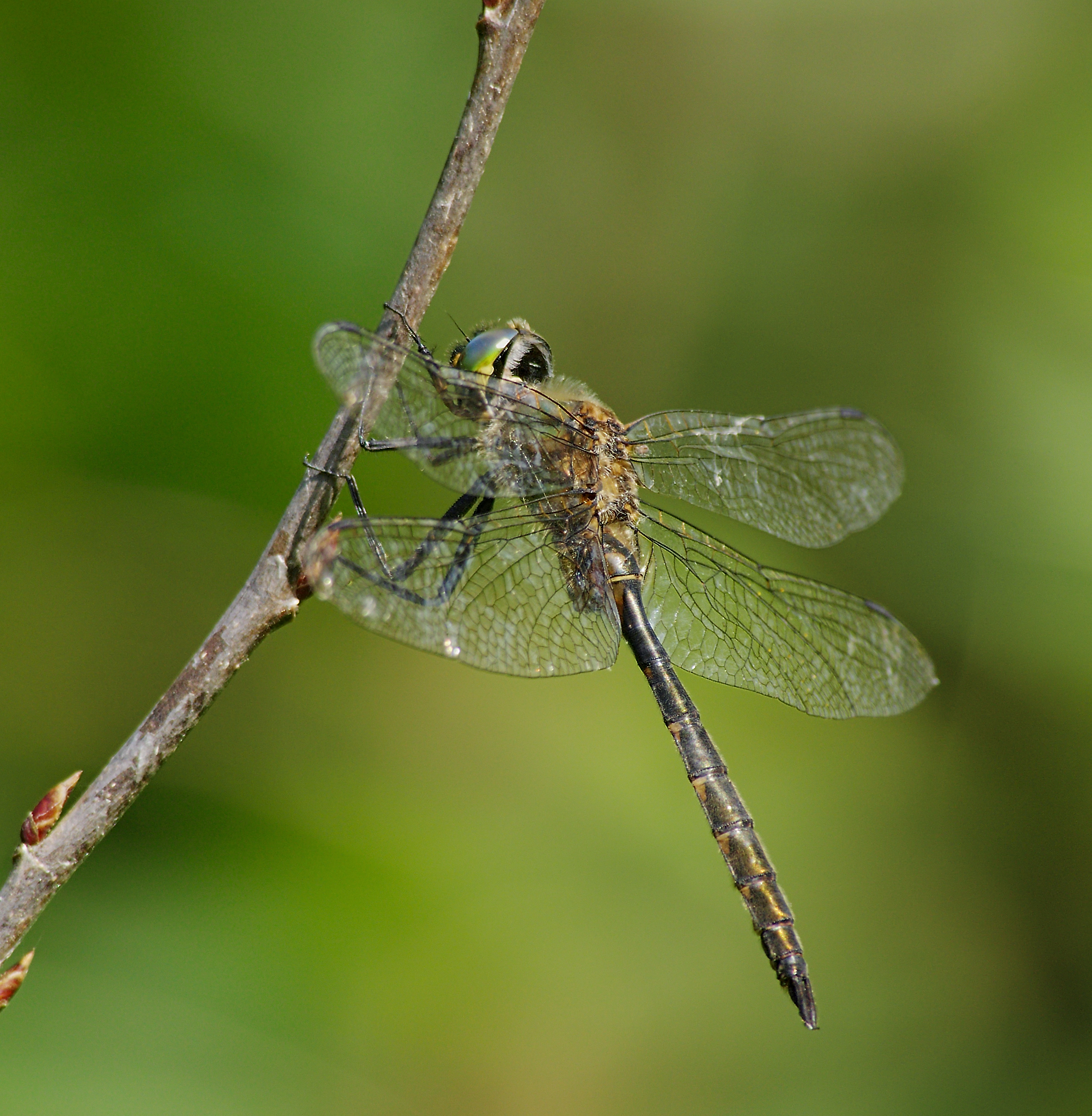
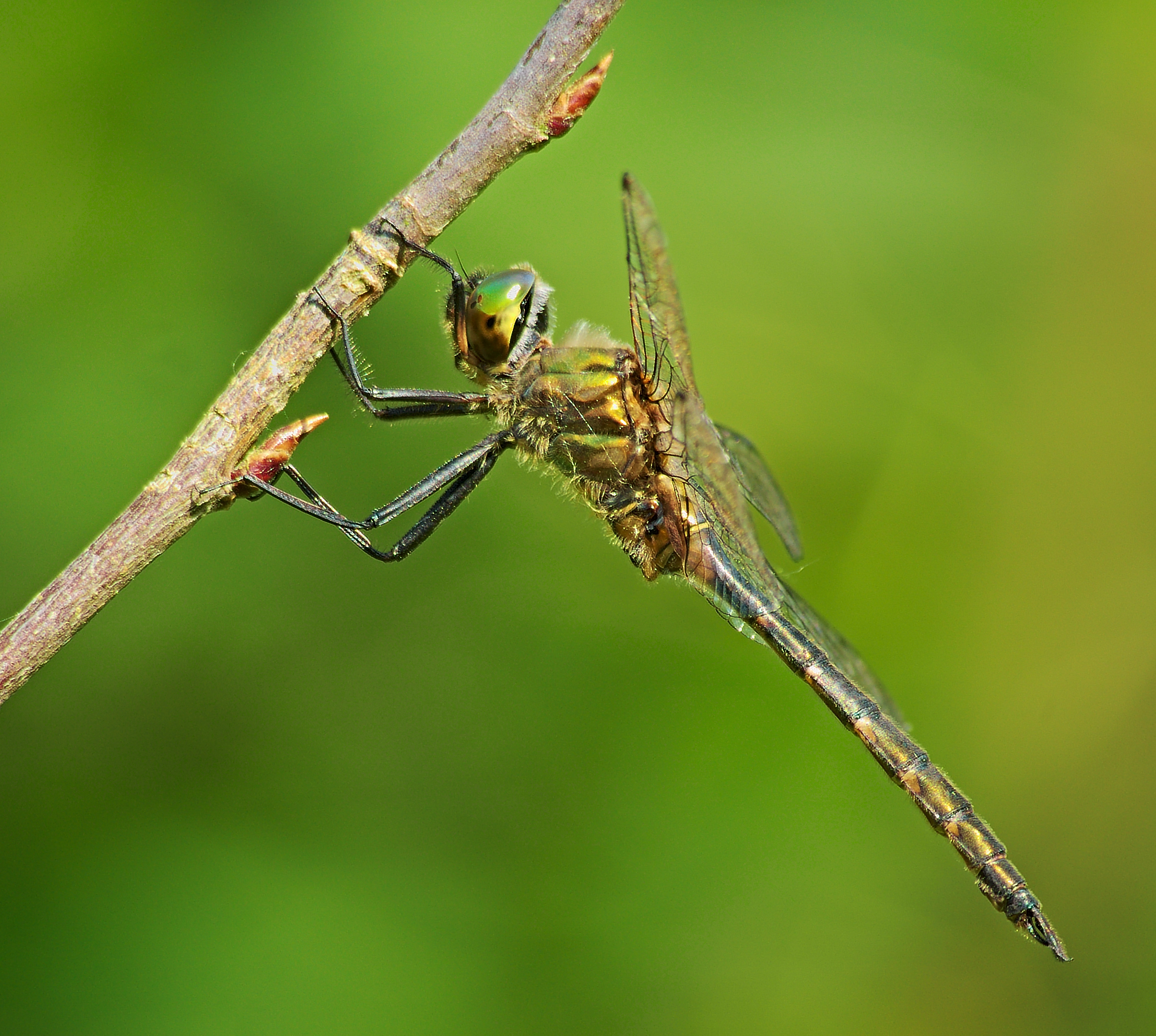